# Imperio Antiguo de Egipto
El Imperio Antiguo de Egipto es el período de la historia del antiguo Egipto comprendido entre 2686 y 2181 a. C. Este período está integrado por las dinastías III - IV - V - VI.
El Imperio Antiguo consolidó el sistema político, cultural y religioso surgido durante el periodo protodinástico, con la aparición de una monarquía cuyos rasgos más notables son la divinización absoluta del faraón  y un poder político fuertemente centralizado. 
Esta época surge marcada por la influencia del faraón Dyeser (Zoser), quien traslada la capital a Menfis y extiende el Imperio egipcio desde Nubia en el sur al Sinaí en el este. Aunque más conocido que Dyeser fue su visir Imhotep, el arquitecto diseñador de la pirámide escalonada de Saqqara, sumo sacerdote de Ptah, divinizado en la época de Alexander por la Dinastía ptolemaica. También las grandes pirámides de Guiza, erigidas por los faraones Keops, Kefrén y Micerino se datan en este periodo.

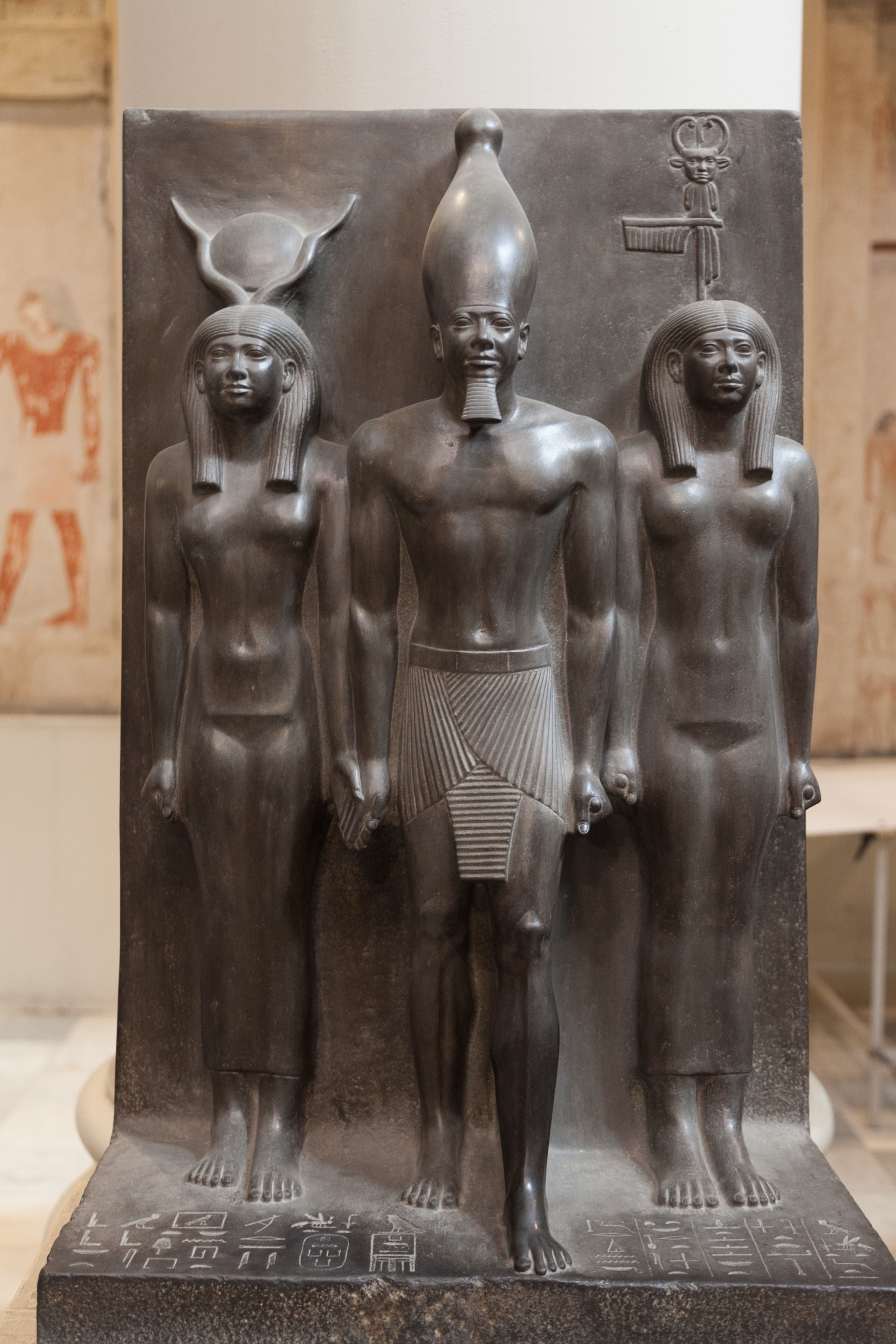
Estatua de Menkaura. Museo Egipcio de El Cairo.

Tras el largo reinado del faraón Pepy II (94 años), y ante la debilidad del poder real, los nomarcas (gobernadores de los nomos) se hacen fuertes, y convierten sus cargos en hereditarios. Entonces Egipto pasó a un período histórico en el cual se descentralizó fuertemente el sistema político, siendo denominado por los historiadores primer período intermedio (2190-2050 a. C.).

## Historia

### El Principio: III Dinastía
El primer faraón notable del Imperio Antiguo fue Dyeser, de la III Dinastía, que ordenó la construcción de una pirámide (la Pirámide Escalonada) en la necrópolis de Menfis, la actual Saqqara. La persona más importante durante el reinado de Dyeser fue su chaty, Imhotep. Durante este período, los egipcios creían que la naturaleza del tiempo era cíclica, y el faraón debía asegurar la estabilidad de aquellos ciclos. También se consideraban una gente especialmente elegida, "como los únicos seres humanos verdaderos sobre la Tierra".

### El Apogeo: IV Dinastía

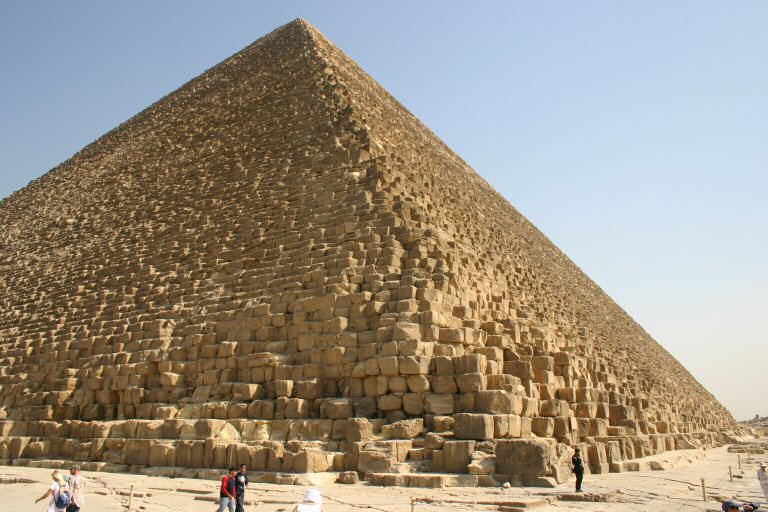
Gran Pirámide de Guiza.

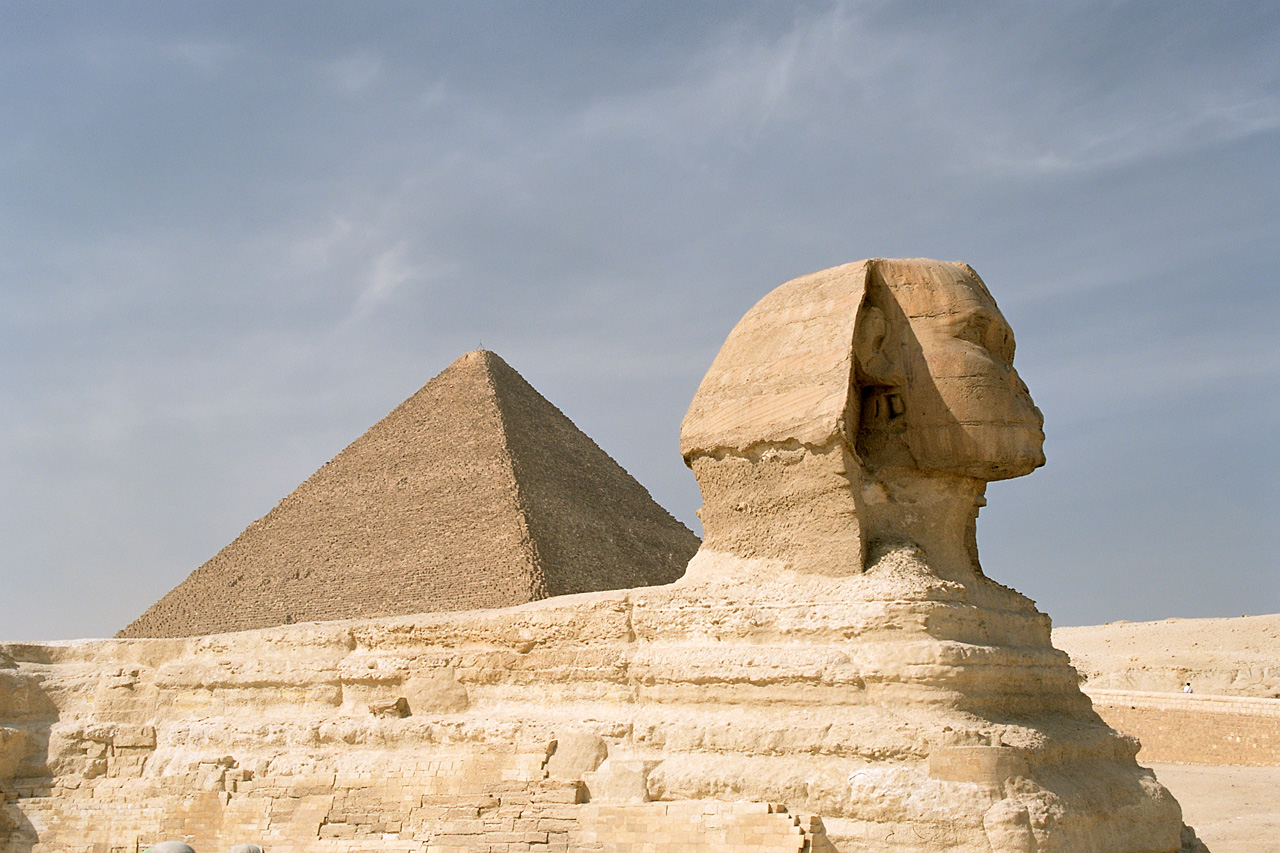
La Gran Esfinge de Guiza.

Los faraones de la Dinastía IV alcanzaron el cénit del Imperio Antiguo, que comenzó con el faraón Seneferu, quien construyó tres pirámides: la pirámide ahora derruida de Meidum, la Pirámide acodada de Dahshur, y la Pirámide Roja, al norte de Dahshur. Utilizó una masa mayor de piedras que cualquier otro faraón.
Seneferu fue sucedido por su hijo, Keops, quien construyó la Gran Pirámide de Guiza. La tradición posterior egipcia lo describe como un tirano cruel, que impuso el trabajo forzado a sus súbditos para erigir su pirámide. Después de la muerte de Keops es posible que surgieran disputas sucesorias entre sus hijos Dyedefra y Kefrén. Este último construyó la segunda pirámide y posiblemente la Gran Esfinge de Guiza. 
Los últimos reyes de la IV Dinastía fueron Micerino, quien construyó la tercera mayor pirámide de Guiza, Shepseskaf y Dyedefptah.

### Decadencia y colapso: V-VI Dinastías
La V Dinastía fue fundada por Userkaf, quien inició las reformas que debilitaron el poder del faraón y del gobierno central. La persona del faraón pasó de ser considerada el mismo dios Ra vivo, a serlo sólo como Hijo de Ra (lo que se constituiría en un título inherente a los faraones a partir de este momento); con esto, el monarca comenzó a depender de la casta sacerdotal, que ganó en poder e influencia. El mantenimiento de los cultos y la construcción de grandes monumentos dinamitaron las reservas económicas del Estado.
Los intereses comerciales de Egipto en mercancías como ébano, mirra, incienso, oro, cobre y otros metales útiles inspiraron a los antiguos egipcios a construir grandes barcos para navegar por mar abierto. 
Ellos negociaron con Líbano para obtener cedro y viajaron por el mar Rojo hasta el Reino de Punt, ubicado en las actuales Etiopía y Somalia para obtener ébano, marfil y especias aromáticas. Los constructores de barcos de aquella época usaban cuerdas para trabar sus barcos.
Después de los reinados de Userkaf y Sahura, los poderosos nomarcas (gobernadores regionales) entablaron disputas entre ellos, que fueron cada vez a peor, minando la unidad y el gobierno central. También surgieron hambrunas. 
El golpe final fue una severa sequía en la región de las fuentes del Nilo, causada por una drástica disminución de las lluvias entre 2200 y 2150 a. C., que a su vez evitó las inundaciones normales del Nilo. El resultado fue el colapso final del Imperio Antiguo después de décadas de hambre y disturbios. Una importante inscripción en la tumba de Anjtifi, uno de los nomarcas, durante el temprano Primer período intermedio, describe el estado lamentable del país después de las hambrunas.

## El desarrollo de la administración

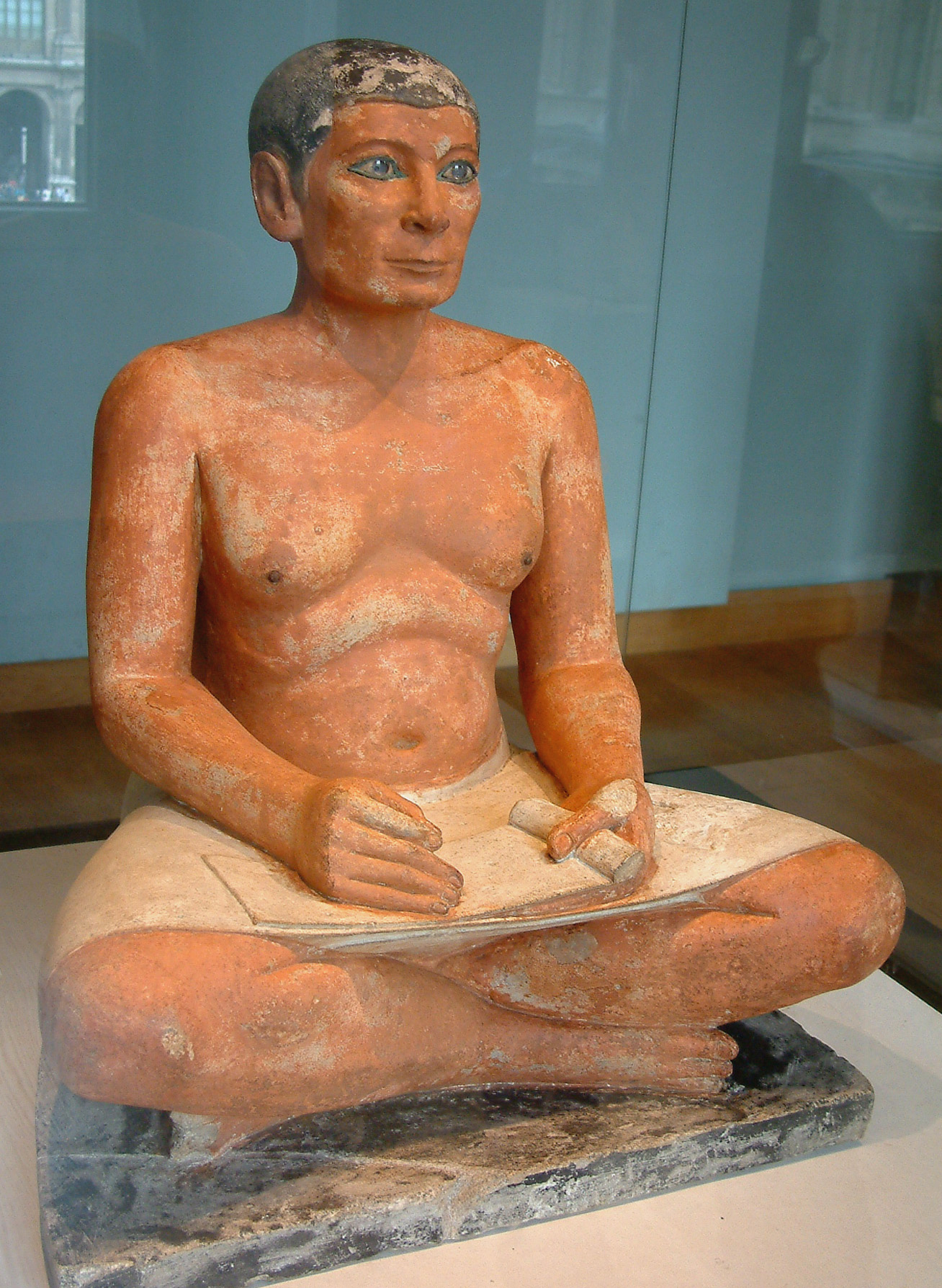
El escriba sentado. Museo del Louvre

El cargo más importante era el de chaty (también llamado visir en español), quien era designado por el faraón y presidía la administración central. Disponía de su propio consejo: los jefes de misión. Presidía la corte de justicia como jefe de la Gran Casa de Justicia. También era el custodio de los archivos. Además dirigía la hacienda pública, que centralizaba los impuestos y los productos del campo, era el encargado de la agricultura y de la casa real.
En un rango inferior al de visir estaban el canciller del rey del Bajo Egipto, título que acabó siendo meramente honorífico, y el canciller del dios, encargado de las expediciones militares y comerciales. La justicia, prerrogativa real, disponía de un conjunto de leyes escritas (conocidas parcialmente por referencias), sin pena de muerte ni castigos cruentos. Era un derecho egipcio apelar en última instancia al rey.
El ministerio de agricultura se ocupaba de dos asuntos: campos y ganados. Nace la figura del arrendatario de una propiedad real. Los escribas: Existía un archivo al que se llamaba Casa de Vida en el cual se reunían todos los documentos relativos al funcionamiento de la ciudad. Entre los escribas se encontraba el jefe de los secretos, que se ocupaba de las cuestiones religiosas.
La administración provincial estaba basada en la figura del nomarca, "el que abre los canales", que era responsable de la irrigación, del rendimiento agrícola, recaudar impuestos y fijar los límites de las propiedades después de la inundación anual. En esta época el número de nomos fue de 38 o 39.

## Sociedad: el soberano, la élite y el pueblo

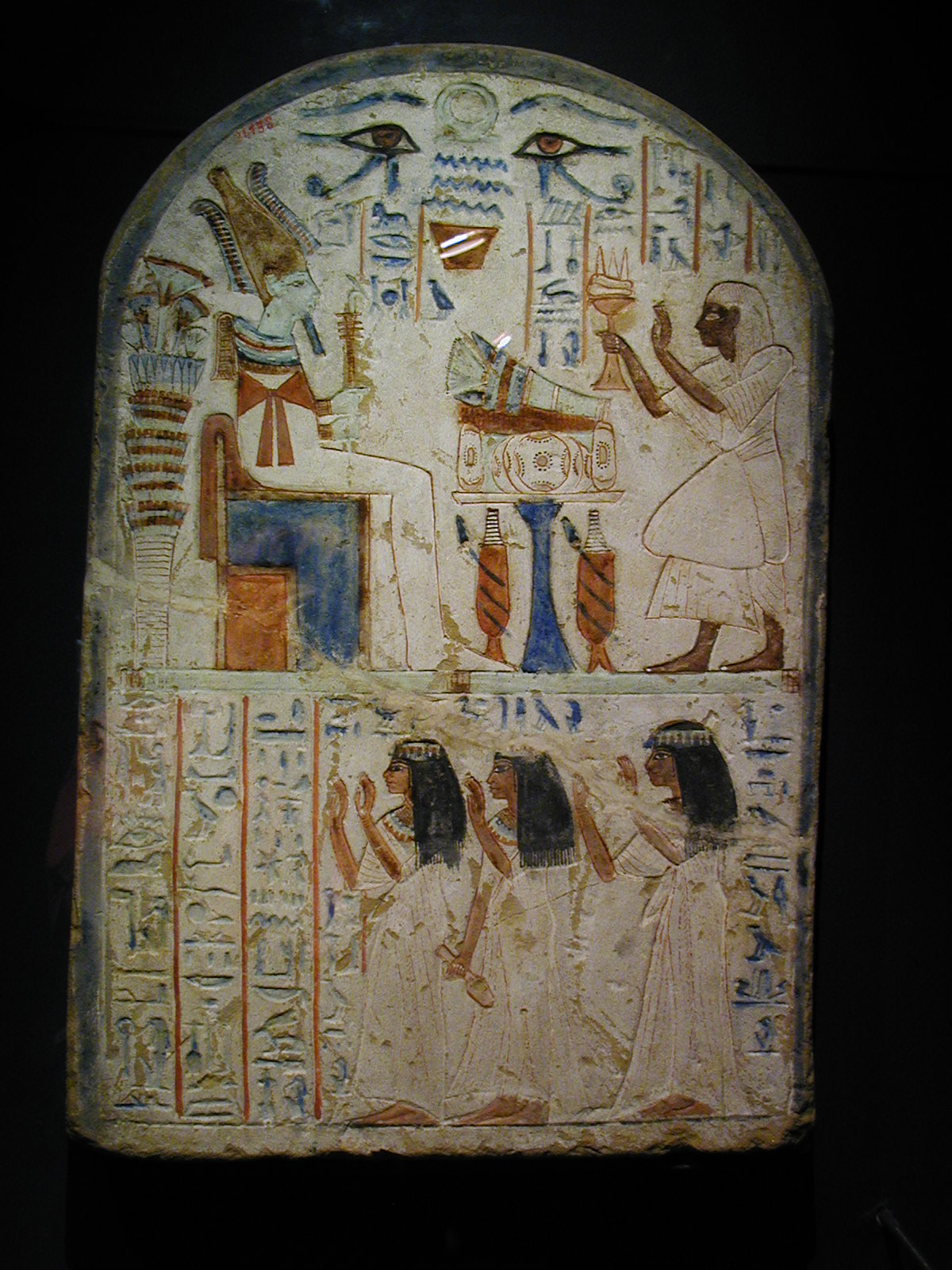
Estela de Shespy. Museo de Alejandría.

La necesidad de realizar grandes trabajos hidráulicos que regulasen las crecidas del Nilo obligó a crear una estructura organizativa cada vez más compleja que fue el germen del Estado centralizado egipcio. 
La sociedad estaba jerarquizada en tres niveles:
- Faraón: Depositario del derecho divino, se le atribuían todos los poderes por mediación de Horus.
- Altos funcionarios: sumos sacerdotes y escribas.
- Pueblo: campesinos, artesanos, entre otros.

El faraón era considerado  como un dios, heredero de los dioses que reinaron sobre la Tierra, custodio de la justicia y el orden universal "Maat". Era el único que podía tener varias esposas legítimas y otras secundarias (concubinas), madres de los futuros reyes, visires generalmente, sumos sacerdotes en los templos de Ra, Tot y Min, con derecho a ser enterrados junto al faraón, en pirámides menores o mastabas propias.
Aunque la idea de un faraón opulento que sometía al pueblo se encuentra muy extendida, no es del todo exacta. Los faraones donaban una serie de derechos, estaba extendida la propiedad privada, existía la posibilidad de ascenso social y hasta que los cargos se hiciesen hereditarios. El faraón era propietario de hombres y tierras, teológicamente, pero en realidad la propiedad privada era un derecho con garantías jurídicas y legales, garantizada por el Estado si estaba registrada, existiendo censos bianuales de bienes muebles e inmuebles de la población:

He adquirido... mediante pago doscientas aruras de tierra... con buenas construcciones y bien equipada... Esto está escrito aquí de conformidad con el escrito real. Sus nombres están aquí  de conformidad con el escrito real.
Autobiografía de Mechen. Daumas.

### La población urbana
La población urbana se concentraba fundamentalmente en varias poblaciones del delta y el valle del Nilo. Los núcleos urbanos eran el motor ideológico de Egipto. Allí se asentaba el comercio, las clases altas y las élites cultas. Se constituyeron en centros culturales y religiosos. La ciudad más importante de esta época fue Menfis, la capital, situada al sur del delta del río Nilo.

### La población rural
Era la base de la economía. Asentada en poblaciones menores, estaba compuesta fundamentalmente por agricultores, ganaderos y trabajadores libres que recibían un salario en especie. La existencia de mercados implicaba que también entre ellos estuviera extendida la propiedad privada.

## Arquitectura

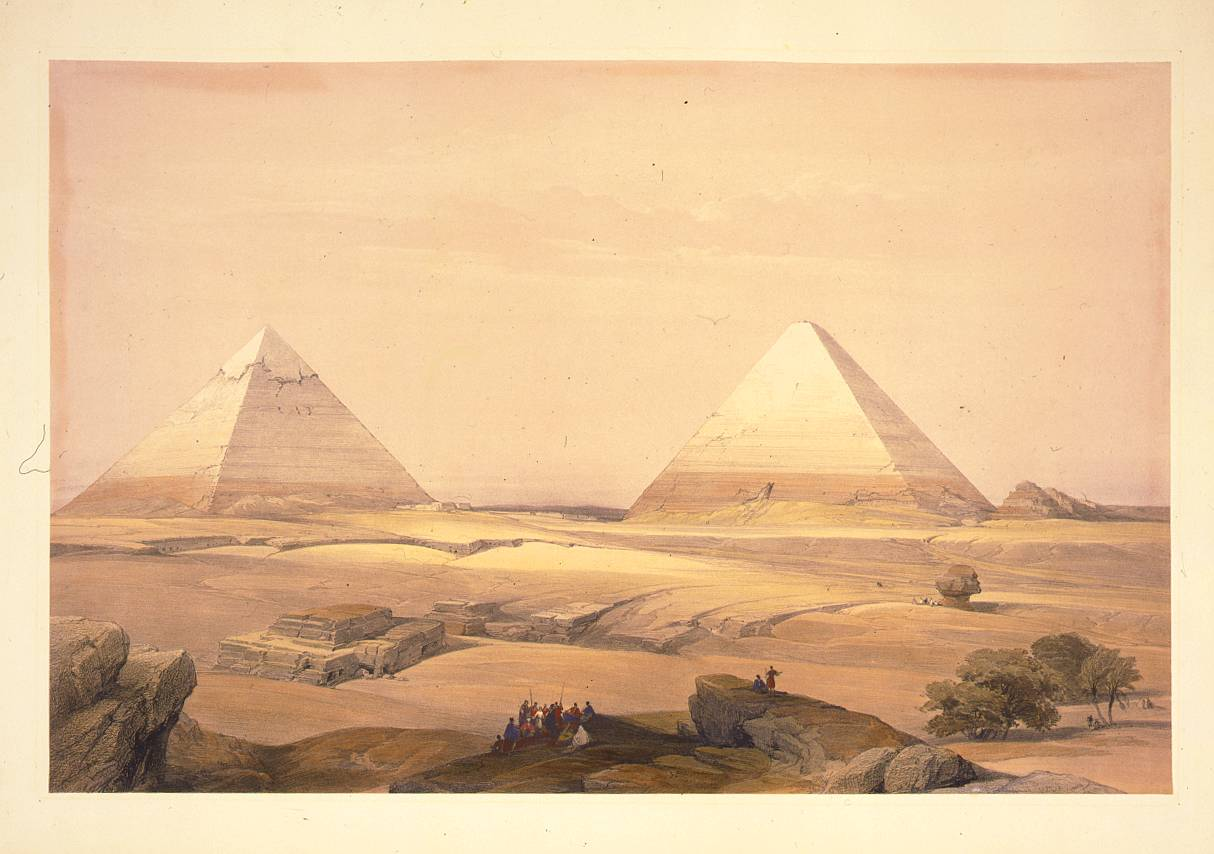
Pirámides de Guiza. Litografía del.

Los monumentos de esta época muestran la inteligencia y capacidad organizativa de los arquitectos para construirlos, unida a la destreza y habilidad de los artesanos egipcios, y pone de manifiesto el alto grado de esplendor que alcanzó la civilización egipcia. 
Los complejos funerarios del Imperio Antiguo, constituidos en piedra, formaban parte de un conjunto en el que se disponían, normalmente, la pirámide principal, el templo funerario junto a la  pirámide, un templo del valle con un embarcadero, y un camino procesional que comunicaba estos edificios. Se complementaban con pirámides subsidiarias, barcos solares en fosos, capillas, almacenes, etc. Eran extraordinarios espacios arquitectónicos ideados para realizar solemnemente las ceremonias de enterramiento.
Los faraones de la Dinastía III iniciaron la construcción de pirámides en Saqqara, en la ribera opuesta de la nueva capital, Menfis. El sabio y arquitecto Imhotep construyó para el faraón Dyeser (Zoser) el complejo funerario de Saqqara, por primera vez totalmente ejecutado en piedra, constituido por una pirámide escalonada, y un conjunto de templos simbólicos intercomunicados mediante patios. La pirámide escalonada del faraón Dyeser es el edificio más antiguo conservado de arquitectura monumental; erigido a modo de 6 mastabas superpuestas, es considerado la primera fase del desarrollo de las pirámides, que sustituyeron a las mastabas como tumbas reales o cenotafios.
Los faraones de la Dinastía IV erigieron monumentales pirámides. Seneferu fue el artífice de tres grandes pirámides, construyendo la primera pirámide clásica. Sus sucesores comenzaron el complejo funerario monumental de Guiza. Keops erigió la Gran Pirámide, de 146 metros de altura, conformada por unos 2,5 millones de bloques de piedra, la única de las siete maravillas del mundo que ha perdurado. Kefrén construyó una pirámide, algo menor, y Micerino levantó la tercera gran pirámide de Guiza, donde según la tradición fueron enterrados.
Los faraones de la Dinastía V erigieron en Saqqara complejos de pirámides más sencillos, peor ejecutados constructivamente, dedicando gran empeño en la erección de un nuevo tipo de edificios: los Templos Solares, reflejo de una nueva doctrina religiosa, la mística solar del clero de Heliópolis, abandonando las prácticas de los sacerdotes de Menfis.

## Literatura

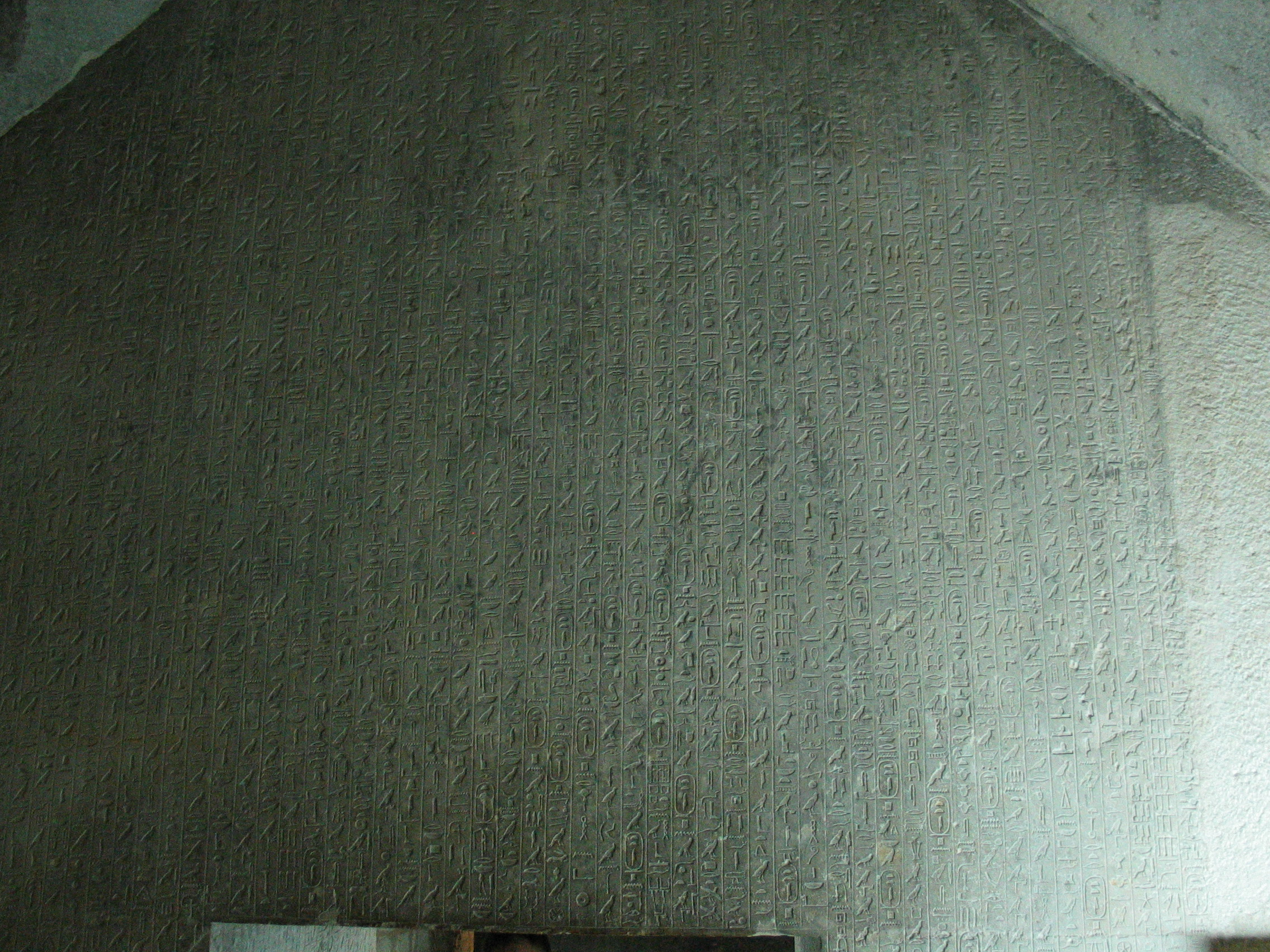
Textos de las Pirámides en la cámara sepulcral de Teti.

Los textos que nos han llegado de este periodo se clasifican en varios tipos:
Los textos religiosos, son los más antiguos que se conocen de esta época, y tienen relación con el Más Allá, la Duat, la vida después de la  muerte física, describiendo qué deberá hacer el espíritu del faraón para conseguir la inmortalidad, el único egipcio que podía obtenerla. 
Estos son los Textos de las Pirámides, un conjunto heterogéneo de himnos, conjuros y normas útiles, compilados por el clero menfita, para después de la muerte, en el viaje por la Duat, y grabados en el interior de las pirámides durante el Imperio Antiguo, aunque la procedencia de algunos textos sería predinástica, como el himno caníbal. Su evolución dará lugar a los Textos de los Sarcófagos, en el Imperio Medio, y el Libro de los Muertos, en el Imperio Nuevo.
Las lecciones sapienciales, textos pedagógicos con enseñanzas y consejos cívicos y morales, gestados en las Casas de Vida por los escribas, eran buenos ejemplos de retórica, como Las enseñanzas de Ptahhotep, Las enseñanzas para Kagemny, o Las enseñanzas de Hordyedef.

No estés orgulloso de tu saber, toma consejo tanto del ignorante como del sabio.
No se alcanzan los límites del arte y ningún artista posee la perfección total.
Una bella palabra está más escondida que la esmeralda, pero se la puede encontrar en la sirvienta que trabaja en el molino.
Las enseñanzas de Ptahhotep (Bresciani. Letteratura)

Los textos de carácter histórico, narrando acontecimientos e hitos de gran valor histórico, como la biografía de Neferseshemra, o los fragmentos de la Piedra de Palermo, con anales que incluyen reyes predinásticos. Los textos de carácter técnico, como los papiros, de carácter administrativo, hallados en los archivos del templo de Neferirkara, en Abusir. Se han encontrado también textos de teatro religioso, donde se escenificaban las aventuras del dios Horus.

## Ciencia
Durante el Imperio Antiguo alcanzaron un desarrollo notable varias ciencias, tales como la aritmética y la geometría, por la necesidad de calcular correctamente las superficies de los campos, tras la inundación anual. También sabían calcular volúmenes, como el de la pirámide y el tronco de pirámide, problemas de imposible resolución sin una demostración racional previa. La construcción de los monumentos de esta época implica amplios conocimientos de estas ciencias. También la astronomía disfrutó de un avance significativo al organizar un calendario solar relacionado con los movimientos estelares, que les permitió orientar las inmensas pirámides con gran precisión.
La mayor parte de los textos médicos de épocas posteriores están redactados en egipcio antiguo, como posibles copias de este periodo, indicando el gran nivel alcanzado en medicina durante el Imperio Antiguo. El papiro Edwin Smith es un buen manual quirúrgico con diagnósticos racionales y prácticas recomendaciones. Además, de esta época hay inscripciones citando a dentistas, ginecólogos, traumatólogos, cardiólogos, etc. La farmacopea también se desarrolló ampliamente.

## Cronología del Imperio Antiguo
Cronología estimada por los siguientes egiptólogos: 
- Primer faraón: Sanajt
  - 2740-2720 (Krauss)
  - 2688-2682 (Redford)
  - 2686-2667 (Shaw)
  - 2682-2665 (von Beckerath)
  - 2649-2630 (Allen)
  - 2647-2628 (Malek)
- Último faraón: Nitocris:
  - 2205-2200 (Redford)
  - 2193-2191 (von Beckerath)
  - 2184-2181 (Shaw)
  - 2180 (Krauss) (Franke)
  - 2152-2150 (Allen)
  - 2141-2140 (Malek)

- Véase: Cronología del antiguo Egipto